# 34-й окремий мотопіхотний батальйон «Вовкодави»
34-й окремий мотопіхотний батальйон «Вовкодави» (34 ОМПБ, в/ч А4395, пп В5509) — підрозділ у складі Збройних сил України.
Створений у травні 2014 року як добровольчий 34-й батальйон територіальної оборони «Кіровоград-2» з мешканців Кіровоградської області, підпорядкований Міністерству оборони України. В часи АТО / ООС брав участь у боях за Дебальцеве та Горлівку. З початку повномасштабного вторгнення 2022 року пройшов важкі бої у Тошківці та Новотошківці, брав участь у Херсонському наступі та битві за Бахмут. З 2023 боронить Харківщину - спочатку Куп'янськ, потім і дотепер - Вовчанськ. 

## Історія

### Створення
34-й батальйон територіальної оборони (початкова назва батальйону — «Кіровоград-2») був створений у травні 2014 року у Кіровоградській області. Половина особового складу батальйону — кіровоградці; решта — зі східних областей України, Криму, Одеської, Вінницької та Львівської областей.
На момент заснування 34-й батальйон налічував у своєму складі 421 бійця, більшість з яких — професійні військові різного віку. Члени цього військового формування мають досвід бойових дій та брали участь у миротворчих місіях у різних країнах світу. Перед відправленням в зону ведення АТО батальйон пройшов двомісячну підготовку, максимально наближену до справжніх воєнних дій. Лише після того батальйон прибув на передову лінію військової операції на сході України, де бере активну участь у боротьбі з проросійськими бойовиками.

### Перші бої
Під час воєнних дій у зоні АТО особовий склад 34 БТрО звільнив 6 населених пунктів, серед яких Дзержинськ, брав участь у боях під Дебальцеве, ліквідував 2-х ватажків ЛНР та перекрив на десяти блокпостах половину підступів до Горлівки (північний і західний напрямки).
1 серпня 2014 року був знищений відомий командир групи терористів «Призрак» на прізвисько «Лєший». Це засвідчив замполіт батальйону Марат Сулейманов. З його слів, місцезнаходження командувача проросійських сил стало відомим завдяки ефективному збору оперативної інформації.
Восени 2014 року батальйон ніс службу під Горлівкою.

### Переформатування

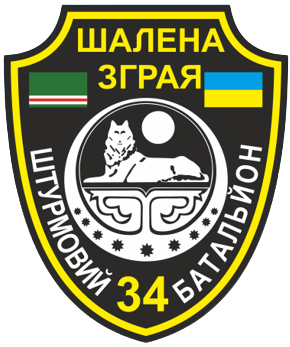
Емблема штурмового спецпідрозділу «Шалена зграя», що входить до складу батальйону

25 жовтня 2014 року замполіт батальйону Марат Сулейманов повідомив про плани командування передати батальйон до регулярної бригади Сухопутних військ Збройних Сил України. За ствердженням Сулейманова рішення було прийнято без їхньої на те згоди, і бійців просто поставили перед фактом.
На зустрічі з журналістами, вояками батальйону і їхніми рідними 26 жовтня 2014 року, представники Кіровоградського обласного військового комісаріату підтвердили новину про зміну статусу 34-го БТрО:
У листопаді 34 БТрО був переформатований у 34 мотопіхотний батальйон 57 мотопіхотної бригади, яка формується на базі 17, 34 і 42 батальйонів ТрО.

### Російське вторгнення 2022 року
Після початку повномасштабного вторгнення РФ 24 лютого 2022 року 34-й окремий мотопіхотний батальйон (в/ч А4395) одразу був залучений до найважчих боїв на сході та півдні України. В першій половині 2022 року підрозділ брав участь в обороні Луганщини – зокрема, в боях за Сєвєродонецьк та Лисичанськ
Влітку і восени 2022 року батальйон у складі 57-ї мотопіхотної бригади брав участь у контрнаступі на півдні, допомагаючи звільняти Херсонську область від російських військ.
На кінець 2022 – початок 2023 року 34 ОМПБ в складі 57 ОМПБр був перекинутий на Донеччину, де взяв участь у важких боях під Бахмутом – на той час одному з найгарячіших відтинків фронту. Станом на березень 2023 року підрозділ виконував бойові завдання в районі міста Бахмут 
У другій половині 2023 року батальйон діяв на Харківщині, зміцнюючи оборону на Куп’янському напрямку. 57-ма мотопіхотна бригада, до складу якої входить 34 ОМПБ “Вовкодави”, у цей час зупиняла наступальні дії ворога на північному сході, обороняла підступи до Куп’янська , не даючи росіянам просунутися вглиб Харківської області.
На початку травня 2024 року 34-й мотопіхотний батальйон отримав наказ висунутися на північ Харківщини для оборони прикордонного міста Вовчанськ, куди російські війська раптово розпочали наступ. 10 травня 2024 року підрозділ прийняв перший бій у Вовчанську, ставши на заваді прориву ворога. Відтоді батальйон утримує цей напрямок. Лише за 5 місяців 2025 року на Вовчанському напрямку підрозділ, за словами свого командира, знешкодив понад 500 окупантів (тобто більше, ніж чисельність мотострілецького батальйону РФ). 
У ході оборони Вовчанська 34-й батальйон також переймав ініціативу. Батальйон брав участь у масштабній операції із зачистки та звільнення Вовчанського агрегатного заводу, після чого 24 вересня 2024 року ця територія перейшла під контроль і в смугу відповідальності українських сил.
Протягом року оборони Вовчанська тактика росіян еволюціонувала: вони стали застосовувати і малочисельні штурмові групи, і диверсійні переправи через річку Вовча, які ліквідуються. Війна у Вовчанську носить позиційний характер, місто практично зрівняли з землею. Як зазначав командир батальйону “Фартовий”, “це війна в норах”. Росіян доводиться вибивати з добре укріплених бетонних підвалів. Станом на літо 2025 року бої на Вовчанському напрямку продовжуються, але лінія фронту залишається стабільною: противнику не вдалося прорвати оборону міста 

Влітку 2022 року 34-й Окремий мотопіхотний батальйон отримав власну назву “Вовкодави” та змінив нарукавний знак.

## Командування
- 2014—2015: полковник Красильников Дмитро Сергійович[22]
- 2015—2016: майор Ліпський Сергій Олексійович
- 2016—???: майор Шпанко Сергій Михайлович[23]

## Втрати
Станом на осінь 2018 року, за даними Книги пам'яті, батальйон втратив 34 воїна загиблими.

## Інциденти
У 2016 році тривав судовий процес над майором Валерієм Галецьким, заступником командира баталйьону.